# Pallene
Pallene (från grekiskans Παλλήνη) är en av Saturnus månar. Den går även under namnet Saturnus XXXIII och det tillfälliga namnet S/1981 S 14. 
Pallene sågs första gången på en enda bild, tagen av Voyager 2 den 23 augusti 1981. Eftersom det bara fanns en bild så kunde man inte beräkna dess omloppsbana eller bekräfta dess existens förrän rymdsonden Cassini anlände till Saturnus och kunde ta nya bilder av månen 2004.
Mycket lite är känt om månen.